# Колодненська сільська рада (Збаразький район)
Коло́дненська сільська́ ра́да — адміністративно-територіальна одиниця та орган місцевого самоврядування у Збаразькому районі Тернопільської області. Адміністративний центр — село Колодне.

## Загальні відомості
Колодненська сільська рада утворена в 2015 році згідно Закону України "Про добровільне об'єднання територіальних громад" шляхом об'єднання Колодненської сільської ради та Шимковецької сільської ради в Колодненську сільську раду об'єднану територіальну громаду.
- Територія ради: 94,6 км²
- Населення ради: 2856 осіб (станом на 2016 рік)

## Населені пункти
Сільській раді були підпорядковані населені пункти:
- с. Колодне
- с. Болязуби
- с. Глинчуки
- с. Шимківці
- с. Решнівка

## Склад ради
Рада складалася з 14 депутатів та голови.
- Голова ради: -
- Секретар ради: Швидка Віта Василівна

### Керівний склад попередніх скликань
| Прізвище, ім'я, по батькові | Основні відомості                                                 | Дата обрання | Дата звільнення         |
| --------------------------- | ----------------------------------------------------------------- | ------------ | ----------------------- |
| Горбоніс Ігор Романович     | Сільський голова, 1972 року народження, освіта вища               | 26.03.2006   | 31.10.2010              |
| Горбоніс Ігор Романович     | Сільський голова, 1972 року народження, освіта вища, безпартійний | 31.10.2010   | 25.10.2015              |
| Моспанко Анатолій Петрович  | Сільський голова, 1960 року народження, освіта вища               | 25.10.2015   | 16.02.2016 (достроково) |
| Голубенна Лариса Миколаївна | Секретар, Виконувач обов'язків сільського голови                  | 16.02.2016   | 16.10.2017              |
| Швидка Віта Василівна       | Секретар, Виконувач обов'язків сільського голови                  | 16.10.2017   |                         |

Примітка: таблиця складена за даними сайту Верховної Ради України

### Депутати (сьоме скликання)
За результатами місцевих виборів 2010 року депутатами ради стали:

#### За суб'єктами висування
| Суб'єкт висування | Кількість обраних депутатів | % |
| ----------------- | --------------------------- | - |
| Самовисування     | 13                          |   |
| Партійні списки   | 1                           |   |

#### За округами
| № округу       | Прізвище, ім'я, по батькові       | Дата визнання обраним | Освіта             | Партійна приналежність | Відомості про обраного депутата      |
| -------------- | --------------------------------- | --------------------- | ------------------ | ---------------------- | ------------------------------------ |
| 1              | Голубенна Лариса Миколаївна       | 25.10.2015            | вища               | позапартійна           | ГО "Джерело добра"                   |
| 2              | Довгань Роман Зіновійович         | 25.10.2015            | середня спеціальна | позапартійний          | ТОВ "Агродружство Євішовіце Україна" |
| 3              | Олійник Микола Андрійович         | 25.10.2015            | вища               | позапартійний          | пенсіонер                            |
| 4              | Швець Тетяна Ярославівна          | 25.10.2015            | вища               | позапартійна           | В.о. старости с.Шимківці             |
| 5              | Кісілевич Володимир Володимирович | 25.10.2015            | вища               | позапартійний          | Керуючий справами Колодненської ОТГ  |
| 6              | Юсик Іван Андрійович              | 25.10.2015            | вища               | позапартійний          | тимчасово не працює                  |
| 7              | Швидка Віта Василівна             | 25.10.2015            | вища               | позапартійна           | секретар Колодненської ОТГ           |
| 8              | Сенчишин Іван Іванович            | 25.10.2015            | вища               | позапартійний          | пенсіонер                            |
| 9              | Мацьків Галина Анатоліївна        | 25.10.2015            | середня            | позапартійна           | приватний підприємець                |
| 10             | Панчишин Людмила Ярославівна      | 25.10.2015            | вища               | позапартійна           | Колодненський НВК                    |
| 11             | Вархомій Марія Степанівна         | 25.10.2015            | вища               | позапартійна           | ТОВ ТернопільБуд                     |
| 12             | Соколик Віталій Миколайович       | 25.10.2015            | вища               | позапартійний          | приватний підприємець                |
| 13             | Сенчишин Юрій Васильович          | 25.10.2015            | середня            | позапартійний          | Колоденська с.р., землевпорядник     |
| 14             | Кобзар Людмила Петрівна           | 25.10.2015            | вища               | ВО "Батьківщина"       | АЗПСМ, головний лікар                |
|                | style="white-space:nowrap"        | align="center"        |                    |                        |                                      |
| align="center" | style="white-space:nowrap"        | align="center"        |                    |                        |                                      |